# دينا الصباح
دينا الصباح (ولدت في 28 فبراير 1974) هي دينا علي فهد السالم الصباح، لاعبة كمال أجسام محترفة. وتتميز عن باقي اللاعبات بأنها أول الرياضيات العرب نحصل على بطاقة احتراف اعتباراً من 2006 وكذلك أول عربية تقف على المسرح الأولمبي.